# Lista dos prefixos de radioamador
Os prefixos de radioamador são prefixos utilizados pela International Amateur Radio Union (IARU) para designar os diferentes países e territórios, além dos radioamadores que transmitem a partir destes locais.
Seguem as atribuições definidas pela União Internacional de Telecomunicações, uma agência da Organização das Nações Unidas que coordena as ondas globais usadas por todas as estações de transmissão:

## Prefixos por país

### A
- YAA-YAZ Afeganistão
- T6A-T6Z Afeganistão
- ZAA-ZAZ Albânia
- Y2A-Y9Z Alemanha
- DAA-DRZ Alemanha
- C3A-C3Z Andorra
- D2A-D3Z Angola
- V2A-V2Z Antígua e Barbuda
- PJA-PJZ Antilhas Neerlandesas
- P4A-P4Z Antilhas Neerlandesas
- 8ZA-8ZZ Arábia Saudita
- 7ZA-7ZZ Arábia Saudita
- HZA-HZZ Arábia Saudita
- 7RA-7RZ Argélia
- 7TA-7YZ Argélia
- AYA-AZZ Argentina
- LOA-LWZ Argentina
- L2A-L9Z Argentina
- EKA-EKZ Armênia
- P4A-P4Z Aruba
- AXA-AXZ Austrália
- VHA-VNZ Austrália
- VZA-VZZ Austrália
- OEA-OEZ Áustria
- 4JA-4KZ Azerbaijão

### B
- C6A-C6Z Bahamas
- A9A-A9Z Bahrein
- S2A-S3Z Bangladesh
- 8PA-8PZ Barbados
- V3A-V3Z Belize
- TYA-TYZ Benim
- A5A-A5Z Butão
- EUA-EWZ Bielorrússia
- XYA-XZZ Myanmar
- CPA-CPZ Bolívia
- T9A-T9Z Bósnia e Herzegovina
- 8OA-8OZ Botsuana
- A2A-A2Z Botsuana
- ZVA-ZZZ Brasil
- PPA-PYZ Brasil
- V8A-V8Z Brunei
- LZA-LZZ Bulgária
- ONA-OTZ Bélgica
- XTA-XTZ Burkina Faso
- 9UA-9UZ Burundi

### C
- D4A-D4Z Cabo Verde
- XUA-XUZ Camboja
- TJA-TJZ Camarões
- CYA-CZZ Canadá
- VAA-VGZ Canadá
- VXA-VYZ Canadá
- XJA-XOZ Canadá
- CFA-CKZ Canadá
- VOA-VOZ Canadá
- A7A-A7Z Catar
- TTA-TTZ Chade
- 3GA-3GZ Chile
- CAA-CEZ Chile
- XQA-XRZ Chile
- XSA-XSZ China
- 3HA-3UZ China
- BAA-BZZ China
- C4A-C4Z Chipre
- 5BA-5BZ Chipre
- P3A-P3Z Chipre
- H2A-H2Z Chipre
- 5JA-5KZ Colômbia
- HJA-HKZ Colômbia
- D6A-D6Z Comores
- TNA-TNZ Congo
- P5A-P9Z Coreia do Norte
- HMA-HMZ Coreia do Norte
- D7A-D9Z Coreia do Sul
- HLA-HLZ Coreia do Sul
- DSA-DTZ Coreia do Sul
- 6KA-6NZ Coreia do Sul
- TUA-TUZ Costa do Marfim
- TIA-TIZ Costa Rica
- TEA-TEZ Costa Rica
- 9AA-9AZ Croácia
- CLA-CMZ Cuba
- T4A-T4Z Cuba
- COA-COZ Cuba
- QAA-QZZ Código Internacional Q

### D
- OUA-OZZ Dinamarca
- XPA-XPZ Dinamarca
- 5PA-5QZ Dinamarca
- J7A-J7Z Dominica

### E
- HCA-HDZ Equador
- 6AA-6BZ Egito
- SUA-SUZ Egito
- SSA-SSM Egito
- YSA-YSZ El Salvador
- HUA-HUZ El Salvador
- A6A-A6Z Emirados Árabes Unidos
- E3A-E3Z Eritreia
- OMA-OMZ Eslováquia
- S5A-S5Z Eslovênia
- AMA-AOZ Espanha
- EAA-EHZ Espanha
- AAA-ALZ Estados Unidos da América
- WAA-WZZ Estados Unidos da América
- NAA-NZZ Estados Unidos da América
- KAA-KZZ Estados Unidos da América
- ESA-ESZ Estônia
- 9EA-9FZ Etiópia
- ETA-ETZ Etiópia

### F
- DUA-DZZ Filipinas
- 4DA-4IZ Filipinas
- OFA-OJZ Finlândia
- 3DN-3DZ Fiji
- TVA-TXZ França
- TMA-TMZ França
- TKA-TKZ França
- TOA-TQZ França
- THA-THZ França
- FAA-FZZ França
- HWA-HYZ França

### G
- TRA-TRZ Gabão
- C5A-C5Z Gâmbia
- 4LA-4LZ Geórgia
- 9GA-9GZ Gana
- SVA-SZZ Grécia
- J4A-J4Z Grécia
- J3A-J3Z Granada
- TGA-TGZ Guatemala
- TDA-TDZ Guatemala
- J5A-J5Z Guiné-Bissau
- 3CA-3CZ Guiné Equatorial
- 3XA-3XZ Guiné
- 8RA-8RZ Guiana

### H
- HHA-HHZ Haiti
- 4VA-4VZ Haiti
- HQA-HRZ Honduras
- HGA-HGZ Hungria
- HAA-HAZ Hungria

### I
- ATA-AWZ Índia
- VTA-VWZ Índia
- 8TA-8YZ Índia
- 8AA-8IZ Indonésia
- 7AA-7IZ Indonésia
- PKA-POZ Indonésia
- YBA-YHZ Indonésia
- JZA-JZZ Indonésia
- HNA-HNZ Iraque
- YIA-YIZ Iraque
- EIA-EJZ Irlanda
- 9BA-9DZ Irã
- EPA-EQZ Irã
- TFA-TFZ Islândia
- V7A-V7Z Ilhas Marshall
- H4A-H4Z Ilhas Salomão
- 4XA-4XZ Israel
- 4ZA-4ZZ Israel
- IAA-IZZ Itália

### J
- 6YA-6YZ Jamaica
- 8JA-8NZ Japão
- 7JA-7NZ Japão
- JAA-JSZ Japão
- JYA-JYZ Jordânia

### K
- UNA-UQZ Cazaquistão
- 5YA-5ZZ Quênia
- EXA-EXZ Quirguistão
- T3A-T3Z Kiribati
- 9KA-9KZ Kuwait

### L
- XWA-XWZ Laos
- YLA-YLZ Letônia
- 7PA-7PZ Lesoto
- D5A-D5Z Libéria
- A8A-A8Z Libéria
- 6ZA-6ZZ Libéria
- ELA-ELZ Libéria
- 5LA-5MZ Libéria
- 5AA-5AZ Líbia
- LYA-LYZ Lituânia
- LXA-LXZ Luxemburgo
- ODA-ODZ Líbano

### M
- Z3A-Z3Z Macedónia do Norte
- 6XA-6XZ Madagascar
- 5RA-5SZ Madagascar
- 9WA-9WZ Malásia
- 9MA-9MZ Malásia
- 7QA-7QZ Malaui
- 8QA-8QZ Ilhas Maldivas
- TZA-TZZ Mali
- 9HA-9HZ Malta
- CNA-CNZ Marrocos
- 5CA-5GZ Marrocos
- 3BA-3BZ Mauricio
- 5TA-5TZ Mauritânia
- V6A-V6Z Micronésia
- ERA-ERZ Moldávia
- JTA-JVZ Mongólia
- C8A-C9Z Moçambique
- 6DA-6JZ México
- XAA-XIZ México
- 4AA-4CZ México
- 3AA-3AZ Mônaco

### N
- V5A-V5Z Namíbia
- C2A-C2Z Nauru
- 9NA-9NZ Nepal
- HTA-HTZ Nicarágua
- H6A-H7Z Nicarágua
- YNA-YNZ Nicarágua
- 5NA-5OZ Nigéria
- LAA-LNZ Noruega
- 3YA-3YZ Noruega
- JWA-JXZ Noruega
- ZKA-ZMZ Nova Zelândia
- 5UA-5UZ Níger

### O
- A4A-A4Z Omã
- 4UA-4UZ Organização das Nações Unidas
- 4YA-4YZ Organização da Aviação Civil Internacional
- C7A-C7Z Organização Meteorológica Mundial

### P
- PAA-PIZ Países Baixos
- APA-ASZ Paquistão
- 6PA-6SZ Paquistão
- T8A-T8Z Palau
- H3A-H3Z Panamá
- HOA-HPZ Panamá
- H8A-H9Z Panamá
- 3EA-3FZ Panamá
- P2A-P2Z Papua-Nova Guiné
- ZPA-ZPZ Paraguai
- OAA-OCZ Peru
- 4TA-4TZ Peru
- 3ZA-3ZZ Polônia
- HFA-HFZ Polônia
- SNA-SRZ Polônia
- CQA-CUZ Portugal
- XXA-XXZ Portugal

### R
- GAA-GZZ Reino Unido e Irlanda do Norte
- 2AA-2ZZ Reino Unido e Irlanda do Norte
- VPA-VSZ Reino Unido e Irlanda do Norte
- ZNA-ZOZ Reino Unido e Irlanda do Norte
- MAA-MZZ Reino Unido e Irlanda do Norte
- ZQA-ZQZ Reino Unido e Irlanda do Norte
- ZBA-ZJZ Reino Unido e Irlanda do Norte
- TLA-TLZ República Centro-Africana
- OKA-OLZ República Checa
- HIA-HIZ República Dominicana
- 9XA-9XZ Ruanda
- YOA-YRZ Romênia
- UAA-UIZ Rússia
- RAA-RZZ Rússia

### S
- 5WA-5WZ Samoa
- V4A-V4Z São Cristóvão e Nevis
- T7A-T7Z San Marino
- J8A-J8Z São Vicente e Granadinas
- J6A-J6Z Santa Lúcia
- S9A-S9Z São Tomé e Príncipe
- 6VA-6WZ Senegal
- S7A-S7Z Seychelles
- 9LA-9LZ Serra Leoa
- S6A-S6Z Singapura
- 9VA-9VZ Singapura
- 6CA-6CZ Síria
- YKA-YKZ Síria
- 6OA-6OZ Somália
- T5A-T5Z Somália
- 4PA-4SZ Sri Lanka
- S8A-S8Z África do Sul
- ZRA-ZUZ África do Sul
- 6TA-6UZ Sudão
- SSN-STZ Sudão
- SAA-SMZ Suécia
- 8SA-8SZ Suécia
- 7SA-7SZ Suécia
- HEA-HEZ Suíça
- HBA-HBZ Suíça
- PZA-PZZ Suriname
- 3DA-3DM Essuatíni

### T
- EYA-EYZ Tajiquistão
- 5HA-5IZ Tanzânia
- HSA-HSZ Tailândia
- E2A-E2Z Tailândia
- 4WA-4WZ Timor-Leste
- 5VA-5VZ Togo
- A3A-A3Z Tonga
- 9YA-9ZZ Trinidad e Tobago
- 3VA-3VZ Tunísia
- TSA-TSZ Timor-Leste
- EZA-EZZ Tajiquistão
- YMA-YMZ Turquia
- TAA-TCZ Turquia
- T2A-T2Z Tuvalu

### U
- EMA-EOZ Ucrânia
- URA-UZZ Ucrânia
- 5XA-5XZ Uganda
- CVA-CXZ Uruguai
- UJA-UMZ Uzbequistão
- YJA-YJZ Vanuatu

### V
- HVA-HVZ Vaticano
- YVA-YYZ Venezuela
- 4MA-4MZ Venezuela
- XVA-XVZ Vietnã
- 3WA-3WZ Vietnã

### Y
- 7OA-7OZ Iémen
- J2A-J2Z Djibouti
- 4NA-4OZ Jugoslávia
- YZA-YZZ Jugoslávia
- YTA-YUZ Jugoslávia

### Z
- 9OA-9TZ Zaire
- 9IA-9JZ Zâmbia
- Z2A-Z2Z Zimbabwe